# Académie royale de chirurgie
L'académie royale de Chirurgie est une ancienne institution française fondée à Paris, où, sous l'Ancien Régime, ont été formés des chirurgiens. Fondée en 1731 pour remplacer la confrérie de Saint-Côme et de Saint-Damien, elle est supprimée en 1793. Elle ne doit pas être confondue avec l'académie nationale de chirurgie, fondée en 1843.

## Origines et localisations
Instituée le 18 décembre 1731, l'académie prend d'abord place dans l'ancien l'amphithéâtre d'anatomie érigé entre 1691 et 1694 par l'architecte Joubert et le sculpteur François Jacquin, pour la confrérie de Saint-Côme et de Saint-Damien dans la rue des Cordeliers et qui subsiste encore (au no 5 de l'actuelle rue de l'École-de-Médecine). Cet édifice était le premier bâtiment scolaire médical en France à avoir été conçu avec selon un modèle architectural propre à sa fonction, inaugurant le genre des écoles de médecine qui se développera aux XVIIIe et XIXe siècles.
De nouveaux bâtiments sont construits sur ordre de Louis XV entre 1769 et 1774, créant l'École de chirurgie de Paris, sur le site de l'ancien collège de Bourgogne, un peu plus bas dans la même rue (actuel no 12). L'architecte Jacques Gondouin, influencé par l'Antiquité grecque, construit le corps central avec la façade principale néo-classique, rue de l'École-de-Médecine, la cour d'honneur intérieure, le grand amphithéâtre et la salle du Conseil. Une devise latine, consilio manuque (« par le moyen de l'intelligence et de la main ») surmontait le blason de l'établissement. Elle est transférée en 1776 dans ces nouveaux bâtiments.

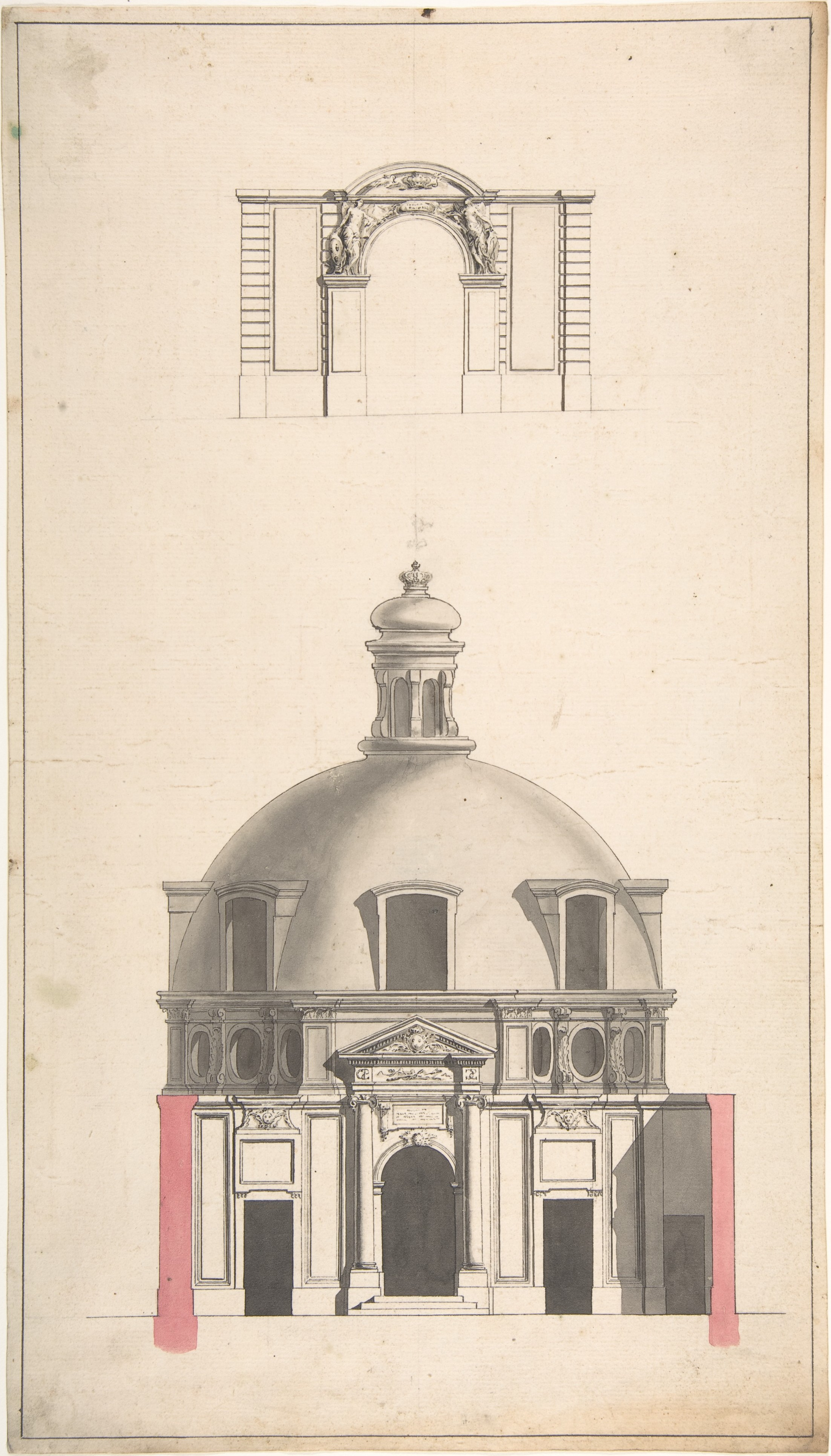
Amphithéâtre Saint-Côme vers 1752.

## Bilan
Elle fut ainsi le lieu de bon nombre de progrès opératoires :
- évacuation de l'hématome extradural Incision de l'abcès cérébral par Jean-Louis Petit ;
- trachéotomie dans la diphtérie ;
- incision du rein dans la lithiase infectée ;
- traitement de la cataracte par extraction du cristallin

L'académie royale de Chirurgie, libre de tout lien avec la faculté de médecine et ses dogmes, va permettre à la chirurgie du XVIIIe de franchir des étapes conceptuelles majeures.
Elle va installer les prémices de la méthode anatomo-clinique et d'une pensée médicale fondée sur l'expérimentation. Les chirurgiens de l'Académie notent leurs succès et leurs échecs, dissèquent les patients décédés, observent les lésions des organes, les rapportent aux symptômes observés. Ils en font rapport à l'assemblée, débattent et votent sur les indications opératoires de telle ou telle technique. L'enseignement dispensé encourage les étudiants à comptabiliser les symptômes et signes cliniques observés afin de poser un diagnostic selon leur nombre. Le diagnostic n'est plus une rhétorique mais s'essaie à devenir une preuve.

## Suppression
Elle sera supprimée tout comme la faculté de médecine de Paris par la Convention le 8 août 1793.
La fondation ultérieure d'une « école de médecine » en 1794 puis la renaissance en 1806 de la faculté de médecine au sein de l'Université incluront les chirurgiens de l'Académie Royale de Chirurgie et leurs précieux apports, transformant totalement l'abord du concept de « clinique » et donnant à l'aube du XIXe l'apparence d'une nouvelle pensée médicale. Elle est remplacée seulement en 1843 par la Société de chirurgie de Paris.

## Dirigeants
Dirigeants

### Présidents-nés, Premiers chirurgiens du Roi
- 1731-1736 : Georges Mareschal
- 1736-1747 : François Gigot de Lapeyronie
- 1747-1783 : Germain Pichault de La Martinière
- 1783-1793 : Andouillé

### Directeurs
- 1731-1738 : Jean-Louis Petit
- 1739-1741 : Sauveur-François Morand
- 1742-1744 : Malaval
- 1745-1750 : Nicolas Puzos
- 1751-1753 : Le Dran
- 1754-1755 : La Faye
- 1756-1757 : Foubert
- 1758-1759 : Chauvin
- 1760-1761 : Houstet
- 1762-1764 : Pibrac
- 1765-1767 : Morand
- 1768-1771 : Pibrac
- 1772-1774 : La Faye
- 1775-1776 : Bordenave
- 1777-1778 : Dufouar
- 1779-1782 : Pipelet, père
- 1783-1784 : Dufouar
- 1785-1786 : Lesnes
- 1787-1788 : Brasdor
- 1789-1790 : Pipelet, fils
- 1791-1793 : Sabatier

### Secrétaires perpétuels
- 1731-1738 : Morand
- 1739-1740 : J.-L. Petit
- 1740-1751 : Quesnay
- 1751-1764 : Morand
- 1765-1792 : Ant. Louis
- 1792-1793 : Süe